# Amen! Lovet och priset
Amen! Lovet och priset är en psalm vars text och musik är skriven av Birger Gran år 1967. 

## Publicerad i
- Psalmer i 90-talet som nr 906 under rubriken "Tillsammans på jorden"
- Psalmer i 2000-talet som nr 960 under rubriken "Tillsammans på jorden"